# Джеймс, Колин
Колин Джеймс (Colin Munn, р. 17 августа 1964) — канадский рок- и блюз-музыкант, певец и автор. 6-кратный лауреат канадской музыкальной премии Juno Award.

## Биография
См. также «Biography» в английском разделе.
Родился 17 августа 1964 года в городе Реджайна (провинция Саскачеван, Канада). Полное имя Colin James Munn.

## Дискография
См. также «Discography» в английском разделе.

### Студийные альбомы
- Colin James (1988)
- Sudden Stop (1990)
- Colin James and the Little Big Band (1993)
- Bad Habits (1995)
- National Steel (1997)
- Colin James and the Little Big Band II (1998)
- Fuse (2000)
- Traveler (2003)
- Limelight (2005)
- Colin James & The Little Big Band 3 (2006)
- Colin James & The Little Big Band: Christmas (2007)
- Rooftops and Satellites (2009)
- Fifteen (2012) #23 CAN[4]
- Hearts On Fire (2015)
- Blue Highways (2016)

## Награды и номинации
Джеймс получил 15 номинаций на канадскую музыкальную премию Juno Award, победив в 6 случаях.

### Juno Awards/Победы
- 1989 — «Most Promising Male Vocalist of the Year»[6]
- 1991 — «Single of the Year» for «Just Came Back»
- 1991 — «Male Vocalist of the Year»
- 1996 — «Male Vocalist of the Year»
- 1998 — «Best Blues Album» за National Steel
- 1999 — «Best Producer» за «Let’s Shout» и «C’mon with the C’mon» с альбома Colin James and the Little Big Band II

### Juno Awards/Номинации
- 1989 — «Canadian Entertainer of the Year»
- 1991 — «Canadian Entertainer of the Year»
- 1992 — «Canadian Entertainer of the Year»
- 1994 — «Best Blues/Gospel Album» for Colin James and The Little Big Band
- 1995 — «Male Vocalist of the Year»
- 1996 — «Best Video» for «Freedom»
- 1998 — «Best Male Vocalist»
- 1999 — "Best Blues Album for Colin James and The Little Big Band II